# Steffenssche Mühle
Der Turm der Steffensschen Mühle, einer ehemaligen Galerieholländer-Windmühle in der niedersächsischen Kleinstadt Hemmoor-Warstade, Mühlenstraße 13, Samtgemeinde Hemmoor, im Landkreis Cuxhaven stammt vom Ende des 19. Jahrhunderts. Aktuell (2024) werden die unter Denkmalschutz (siehe auch Liste der Baudenkmale in Hemmoor). stehenden Gebäude als Wohnhaus, Lager und Nebenräume genutzt.

## Geschichte und Beschreibung
Hemmoor ging 1968 aus den sechs ehemals selbständigen Gemeinden Basbeck, Warstade, Hemm, Westersode, Hemmoor und Heeßel hervor. Das nördliche Warstade wurde 1255 erstmals erwähnt.
Die älteste Warstader Mühle – die Teut’sche Mühle – wurde 1868 von dem Müller Hinrich Teut und seinem Sohn Hinrich Andreas erbaut und 1875 an Johann Christian Steffens verpachtet, der sie bis 1895 betrieb. 1905 erhielt sie eine Dampfmaschine, 1919 einen Elektromotor, 1927 einen Dieselmotor und 1943 wieder einen Elektromotor. Bis 1960 lief der Betrieb. Die abgerissene Mühle stand zwischen Hauptstraße und Pferdebahn.

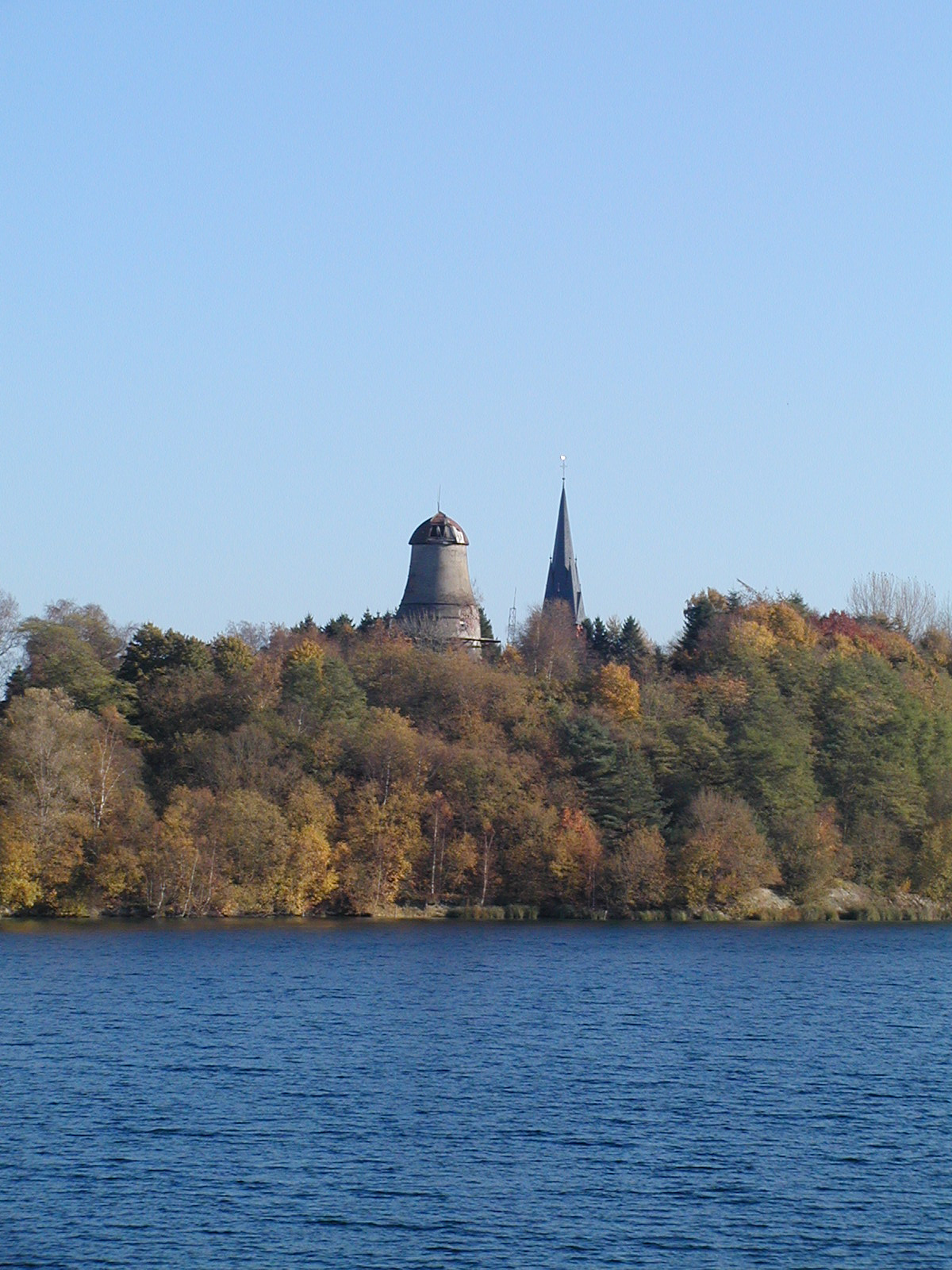
Mühlen- und Kirchturm am Kreidesee Hemmoor

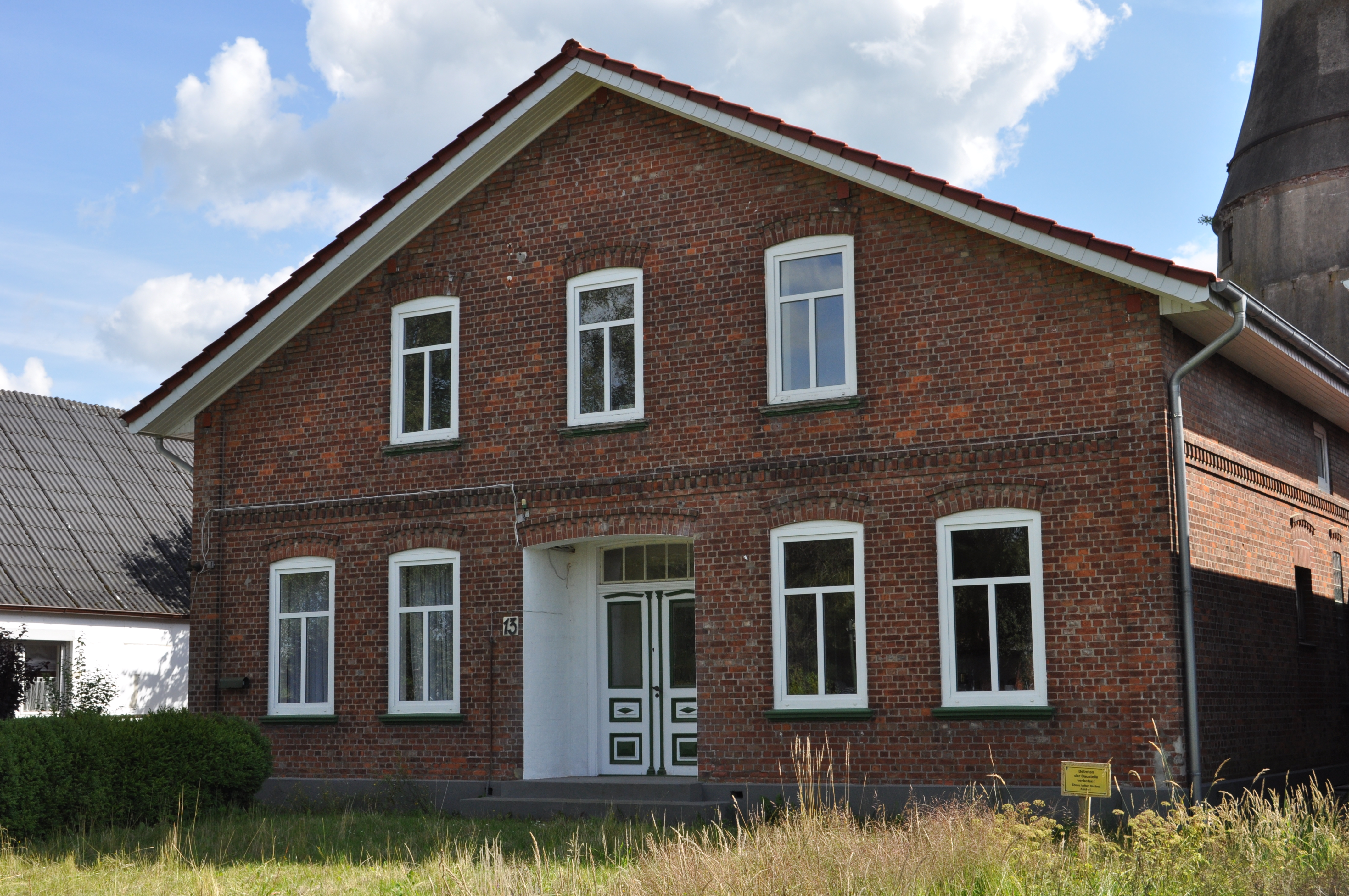
Wohnhaus

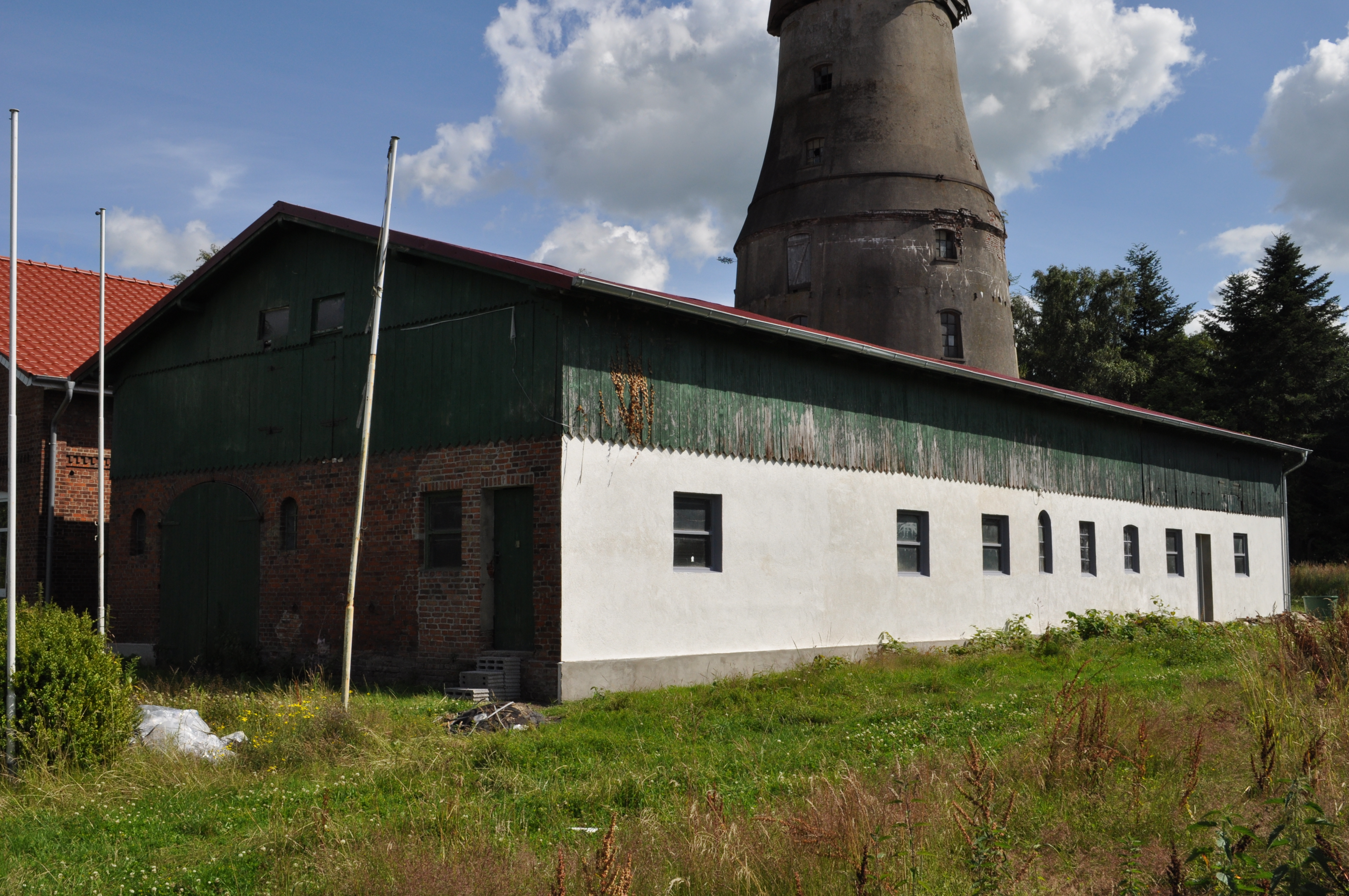
Scheune

Die zweite, größere Mühle wurde 1894 von dem Müllermeister Johann Christian Steffens gebaut. 1896 brannte sie durch Blitzschlag ab und wiederaufgebaut 1898 erneut. Bis 1899 erfolgte an derselben Stelle der Wiederaufbau, nun aber um zwei Stockwerke höher und mit Turm aus Stein. 1928 kaufte Diedrich Haack die Mühle. Sein Sohn Diedrich betrieb sie von 1938 bis 1975, ab 1946 mit einem Elektromotor.
Die Gebäudegruppe, markant in unmittelbarer Nähe zum künstlich angelegten Kreidesee Hemmoor bei der ehemaligen Zementfabrik, besteht aus
- dem runden, mehrgeschossigen verputzten und dringend sanierungsbedürftigen Turm in Backstein und mit Kappe der ehemaligen Galerieholländer-Windmühle mit gusseisernen Segmentbogenfenstern, die 23 m langen Flügel wurde bei einem Sturm stark beschädigt und abmontiert, 2011 musste die Galerie entfernt werden, die Mühlentechnik (Mahlgänge, Wellen, Sichter etc.) ist erhalten, die Flügel- und Windrosenflügel lagern im Gebäude,[2][3]
- dem eingeschossigen giebelständigen Wohnhaus des Müllers von 1896/99 in Backstein mit Satteldach; Fassaden gegliedert durch Lisenen, Fries als Deutsches Band und gewölbte Fensterstürze; mit Zwischenbau zu Scheune an der Westseite und im Original erhaltenener zweiflügeliger Eingangstür,[4]
- und der eingeschossigen giebelständigen Scheune von 1899 in Backstein mit holzverschaltem Drempel und flachem Satteldach sowie östlichen Anbau, gusseiserne, rundbogige Fenster am Nordgiebel, ein außermittiges, segmentbogenförmiges Einfahrtstor am Giebel sowie an den Längsseiten Betonfenster.[5]

Das Landesdenkmalamt befand u. a.: „… Schauwert für die Wirtschafts- und Technikgeschichte sowie aufgrund ihrer städtebaulichen Bedeutung von prägendem Einfluss auf das Orts- und Landschaftsbild ….“